# Galasso Alghisi
Galasso Alghisi (ur. 1523 w Carpi  – zm. 1573) - renesansowy, włoski architekt i autor prac na temat architektury, architekt księcia Ferrary.